# Marie-Christine Ventrillon
Marie-Christine Ventrillon, född 11 mars 1949, är en fransk bågskytt. Hon deltog vid olympiska sommarspelen 1976.